# 香港演奏家管樂團
香港演奏家管樂團（英文：Hong Kong Performers Winds），是香港一個管樂團。

## 概要
樂團成立於2005年9月，為香港註冊非牟利藝術團體，旨在透過定期的排練、演出及交流活動，培養團員對音樂的興趣，並藉著表演及音樂交流等活動在本地推廣管樂音樂。音樂總監及指揮為關子禮，並由創團主席及樂團首席長號司徒震洋擔任駐團指揮。為支持本地藝術發展及獨立演奏家，樂團積極與演奏家舉辦演奏會，讓演奏家們獲得更多演出及交流機會，同時將個別樂器及不同組合的合奏音樂推廣予觀眾。

## 音樂總監、指揮及委員會成員
- 榮譽顧問：關子禮
- 音樂總監及指揮：司徒震洋
- 主席：丁美雲
- 外務副主席：司徒震洋
- 內務副主席： 丁芷雲
- 文書：蔡漢明
- 財政：李結婷
- 譜務：司徒震洋
- 舞台經理：陳冠宏
- 委員：蔡家偉, 伍家熾, 曾嘉琪

## 過去演出
| 日期                                     | 活動名稱                                                      | 活動簡介 | 舉行地點                                 |
| ---------------------------------------- | ------------------------------------------------------------- | --- | ---------------------------------------- |
| 2006年1月4日                             | 2006年國際物流及後勤工程會議                                  | 獲香港大學邀請，於會議中作表演嘉賓。 | 香港大學陸佑堂                           |
| 2006年7月7日                             | 東華三院黃笏南中學四十五週年誌慶晚會                          | 應邀於晚會上演出。 | 香港浸會大學大學會堂                     |
| 2006年8月2日                             | 第14屆亞太管樂節雙年會                                        | 與亞太區各地之管樂團作交流，並一起作聯合演出。 | 澳門文化中心綜合劇院                     |
| 2006年11月5日                            | 首演音樂會                                                    | 樂團首場售票音樂會，並與香港著名單簧管演奏家黃智輝先生合作演出。                                                                                             | 香港大會堂音樂廳                         |
| 2006年12月23日、 12月24日和2007年2月17日 | 聖誕及歲晚商場演奏                                            | 在節日期間到商場演出。 | 荃灣愉景新城商場                         |
| 2007年5月18日                            | 「童真」音樂會                                                | 與客席指揮白榮亨先生及蔡國田先生合作演奏卡通主題音樂。 | 葵青劇院演藝廳                           |
| 2007年12月7日                            | 周年音樂會2007                                                | 為紀念樂團成立兩周年而舉辦，並邀得香港著名長笛演奏家馬家敏小姐及雙簧管演奏家邱嘉祺先生，與樂團合奏長笛、雙簧管二重奏                                         | 香港大會堂音樂廳                         |
| 2007年12月22日                           | 聖誕商場演奏                                                  | 在節日期間到商場演出。 | 荃灣愉景新城商場                         |
| 2008年4月19日                            | 「反轉樂池！」音樂會                                          | 以音樂劇配樂為主題，將音樂劇的經典場景重現眼前。 | 葵青劇院演藝廳                           |
| 2008年5月3日                             | 第一屆理想家園徵文及繪畫比賽頒獎典禮                          | 應香港品質保證局邀請於頒獎典禮上演出。 | 香港理工大學蔣震劇院                     |
| 2008年9月20日                            | 周年音樂會2008                                                | 邀得本團首席粗管上低音號手黃懷安先生，擔任音樂會之獨奏，一同慶祝樂團成立三周年。                                                                             | 沙田大會堂音樂廳                         |
| 2009年4月11日                            | 「童真2 — 復活島王子歷險記」音樂會                            | 除與著名敲擊樂演奏家蔡立德先生合作演出外，樂團更創作了一個以多首經典管樂作品選段串連的小型音樂故事，並邀得一班年輕朋友演繹復活島王子刺激緊張的歷險故事。     | 沙田大會堂音樂廳                         |
| 2009年8月29日                            | 東華三院黃笏南中學星夜回歸音樂會                              | 獲東華三院黃笏南中學邀請於音樂會中演出。 | 東華三院黃笏南中學學校禮堂               |
| 2009年11月21日                           | 周年音樂會2009                                                | 重點節目－Tubby the Tuba，透過大號獨奏家廖少國先生、樂團和旁白的互動演繹，講述故事中的大號努力成為出色的演奏家，從而介紹不同樂器的音色和在樂曲演奏時的角色。 | 荃灣大會堂演奏廳                         |
| 2010年1月9日                             | 樂善堂x My Jewelry 心連心慈善大行動暨「樂善之友」啟航禮       | 樂團的銅管五重奏獲邀於啟航禮中演出。 | 荃灣廣場一樓中庭                         |
| 2010年2月5日                             | 吳寶頤與長號音樂夜                                            | 樂團與年輕長號樂手協辦之小型個人演奏會。 | 荃灣大會堂文娛廳                         |
| 2010年4月5日                             | 「管樂光年」音樂會                                            | 樂團第四個主題音樂會，演繹了多首管樂經典作品及介紹了多位舉足輕重的作曲家和百年管樂史。                                                                       | 荃灣大會堂演奏廳                         |
| 2010年5月19日                            | 學校到訪                                                      | 樂團的銅管五重奏獲香港基督教輔導學院作校院演出。 | 迦密中學及國際基督教優質音樂中學暨小學   |
| 2010年7月14日                            | 中美青少年交響管樂交流音樂會                                  | 樂團應邀到堔圳於「和諧中國，握手深圳」2010第四屆中國（深圳）國際少年兒童藝術交流演出季中與深圳市少年宮交響管樂團及美國阿拉斯加學生交響團作交流演出。         | 深圳市少年宮劇場                         |
| 2010年7月25日                            | 第十六屆亞太管樂節（香港2010）                                | 樂團與其他來自香港，北京及台灣樂團作聯合演出。 | 香港伊利沙伯體育館                       |
| 2010年7月30日及2010年8月7日              | 亞洲青年管弦樂團二十周年(香港夏藝節) — 香港社區外展音樂會系列 | 樂團在不同的場地舉行了四場免費公眾表演 | 東涌國泰城、旺角奧海城二期及荃灣愉景新城 |
| 2010年8月15日                            | 「低音號」獨奏會                                              | 樂團與年輕大號樂手協辦之小型個人演奏會。 | 荃灣大會堂文娛廳                         |
| 2010年11月13日                           | 5周年音樂會                                                   | 樂團第五個主題音樂會，樂團演繹多首特色樂曲，帶領觀眾經歷了一個奇妙的音樂旅程。                                                                               | 荃灣大會堂文娛廳                         |
| 2011年3月5日                             | 室樂音樂會                                                    | 音樂會主題環繞著不同的星球。 | 沙田大會堂文娛廳                         |
| 2011年6月25日                            | HKPW X JAZZ音樂會                                             | 樂團首次以爵士樂為主題，帶給觀眾新音樂感受。 | 荃灣大會堂演奏廳                         |
| 2011年7月7日                             | 交流團﹣第15屆世界管樂年會2011                                | 樂團獲邀到台灣嘉義與其他樂團進行音樂交流。 | 台灣嘉義市文化公園                       |
| 2011年10月2日                            | 周年音樂會2011                                                | 樂團第六個主題音樂會，邀請香港小交響樂團之首席小號樂手馮嘉興作客席小號獨奏。                                                                                 | 香港大會堂音樂廳                         |
| 2011年12月31日                           | 香港繽紛冬日節                                                | 樂團成員獲邀於除夕以音樂慶祝新一年的到臨。 | 中環皇后像廣場                           |
| 2012年3月17日                            | 童真3 - 尋找彩虹                                              | 音樂會首次融合跨媒體創意音樂劇，用音樂帶領觀眾重拾童真和找到屬於自己的彩虹。                                                                                 | 荃灣大會堂演奏廳                         |
| 2012年3月18日                            | 方曉佳單簧管演奏會                                            | 樂團邀得香港小交響樂團首席單簧管方曉佳舉行演奏會，並由鋼琴手李巧靈伴奏。                                                                                     | 沙田大會堂文娛廳                         |
| 2012年4月20日                            | 爵士．敲擊                                                    | 本團邀請了著名敲擊樂演奏家蔡立德、本團首席敲擊樂手劉博文及多位敲擊樂手合演一場敲擊合奏的音樂會；並邀來本地爵士樂團Groovy Party同台演出。                     | 荃灣大會堂文娛廳                         |
| 2012年6月16日                            | HKPW室樂音樂會2012                                            | 由本團多個不同組合的樂器小組擔任主角，為大家送上不同的室樂作品。                                                                                             | 荃灣大會堂文娛廳                         |
| 2012年8月11日                            | 比士洛爵士樂團2012音樂會                                      | 由比士洛爵士樂團奏出多首動聽的爵士音樂。 | 沙田大會堂文娛廳                         |
| 2012年11月11日                           | HKPW周年音樂會2012                                            | | 沙田大會堂文娛廳                         |
| 2012年12月15日                           | 「唱遊聖誕」音樂會                                            | 邀請觀眾上台與樂手合奏耳熟能詳的聖誕歌，為大家預早慶祝普天同慶的節日。                                                                                       | 荃灣大會堂演奏廳                         |
| 2012年12月29日                           | 「低音銅管」演奏會                                            | 本團首席大號陳健鵬、本團首席長號司徒震洋及其學生演出 | 荃灣大會堂文娛廳                         |

## 外部連結
- 香港演奏家管樂團官方網頁 （页面存档备份，存于）